# Кубок Словенії з футболу 2014—2015
Кубок Словенії з футболу 2014–2015 — 24-й розіграш кубкового футбольного турніру в Словенії. Титул здобув Копер.

## Календар
| Раунд        | Дата                                                  |
| ------------ | ----------------------------------------------------- |
| Перший раунд | 19-20 серпня 2014                                     |
| 1/8 фіналу   | 16-17 вересня, 8, 28 жовтня 2014                      |
| 1/4 фіналу   | 22 жовтня, 19 листопада - 28-29 жовтня, 3 грудня 2014 |
| Півфінали    | 14-15 та 21-22 квітня 2015                            |
| Фінал        | 20 травня 2015                                        |

## Перший раунд
| Команда 1           | Рахунок | Команда 2         |
| ------------------- | ------- | ----------------- |
| 19 серпня 2014      |         |                   |
| Табор (Сежана) (3)  | 2:0     | Алюміній (2)      |
| 20 серпня 2014      |         |                   |
| Тромейник (3)       | 0:4     | Олімпія (Любляна) |
| Доб (3)             | 1:6     | Цельє             |
| Одранці (3)         | 0:4     | Заріца (3)        |
| Лендава (3)         | 0:1 дч  | Шенчур (2)        |
| Драва Птуй (3)      | 2:3 дч  | Вержей (2)        |
| Шмарє-при-Єлшах (3) | 2:4     | Крка              |
| Ленарт (3)          | 0:5     | Триглав (2)       |
| Шмартно (2)         | 0:5     | Домжале           |
| Декані (3)          | 0:2     | Заврч             |
| Адріа (3)           | 1:6     | Радомлє           |
| Превалє (3)         | 2:0 дч  | Брда (3)          |

## 1/8 фіналу
| Команда 1          | Рахунок         | Команда 2         |
| ------------------ | --------------- | ----------------- |
| 16 вересня 2014    |                 |                   |
| Заріца (3)         | 1:2             | Цельє             |
| Превалє (3)        | 0:4             | Олімпія (Любляна) |
| 17 вересня 2014    |                 |                   |
| Триглав (2)        | 3:3 дч пен. 3:4 | Домжале           |
| Табор (Сежана) (3) | 0:1             | Копер             |
| Шенчур (2)         | 0:2             | Заврч             |
| Рудар              | 0:1             | Крка              |
| 8 жовтня 2014      |                 |                   |
| Вержей (2)         | 0:2             | Горіца            |
| 28 жовтня 2014     |                 |                   |
| Марібор            | 1:0             | Радомлє           |

## 1/4 фіналу
| Команда 1                  | Заг. | Команда 2         | 1-й матч | 2-й матч |
| -------------------------- | ---- | ----------------- | -------- | -------- |
| 22/29 жовтня 2014          |      |                   |          |          |
| Заврч                      | 3:5  | Цельє             | 2:3      | 1:2      |
| Горіца                     | 4:5  | Копер             | 3:1      | 1:4 дч   |
| 22/28 жовтня 2014          |      |                   |          |          |
| Домжале                    | 3:2  | Олімпія (Любляна) | 0:1      | 3:1      |
| 19 листопада/3 грудня 2014 |      |                   |          |          |
| Крка                       | 3:6  | Марібор           | 1:2      | 2:4      |

## 1/2 фіналу
| Команда 1         | Заг. | Команда 2 | 1-й матч | 2-й матч |
| ----------------- | ---- | --------- | -------- | -------- |
| 14/22 квітня 2015 |      |           |          |          |
| Копер             | 2:1  | Домжале   | 1:0      | 1:1      |
| 15/21 квітня 2015 |      |           |          |          |
| Марібор           | 2:3  | Цельє     | 2:3      | 0:0      |

## Фінал
| 20 травня 2015 20:30 (CET) |

| Копер                      | 2:0      | Цельє |
| -------------------------- | -------- | ----- |
| Халілович 6' Штронмаєр 87' | Протокол |       |

| Боніфіка, Копер Глядачів: 3 000 Арбітр: Славко Винчич |